# Джинн Іглс
Джинн Іглз (англ. Jeanne Eagels; 26 червня 1890 — 3 жовтня 1929) — американська акторка.

## Кар'єра
Досягла популярності на Бродвеї, де була однією з «Дівчат Зігфелда». Пізніше, покинувши театральну сцену, перемістилася в кіно, де знялася в кількох кінофільмах.
У 1929 році Іглз мала знову повернутися на Бродвей для участі в новій п'єсі, але раптово померла в приватній клініці в Нью-Йорку у віці 39 років. Медичні експерти розходилися в думках про точну причину смерті, але в пресі з'являлася інформація про зловживання акторкою алкоголем і героїном. Акторка була посмертно номінована на премію «Оскар» (вперше в історії кінематографа) за роль у фільмі «Лист».

## Фільмографія
| Рік  |   | Українська назва       | Оригінальна назва  | Роль         |
| ---- | - | ---------------------- | ------------------ | ------------ |
| 1929 | ф | Лист                   | The Letter         | Леслі Кросбі |
| 1927 | ф | Чоловік, жінка та гріх | Man, Woman and Sin | Вера Варт    |
| 1915 | ф | Будинок страху         | The House of Fear  | Грейс Кремп  |